# Kebun Jati
Kebun Jati is een bestuurslaag in het regentschap Ogan Komering Ulu van de provincie Zuid-Sumatra, Indonesië. Kebun Jati telt 725 inwoners (volkstelling 2010).